# بيتون (إلينوي)
بيتون (بالإنجليزية: Peotone)‏ هي منطقة سكنية تقع في الولايات المتحدة في إلينوي. يقدر عدد سكانها بـ 3,385 نسمة .

## الموقع الجغرافي
الموقع الجغرافي للمناطق المحيطة بهذه النقطة هو كالتالي:

## أعلام
- هاريسون راسيل